# مارفين ماتيب
مارفين ماتيب (بالألمانية: Marvin Matip)‏ (25 سبتمبر 1985 ببوخوم في ألمانيا - ) هو لاعب كرة قدم ألماني في مركز الدفاع. شارك مع منتخب ألمانيا تحت 20 سنة لكرة القدم ومنتخب ألمانيا تحت 21 سنة لكرة القدم ومنتخب الكاميرون لكرة القدم. أما مع النوادي، فقد لعب مع إنغولشتات 04 ونادي بوخوم ونادي كارلسروه ونادي كولن ونادي كولن 2 ‏ وVfL Bochum II ‏.

## وصلات خارجية
- مارفين ماتيب على موقع الاتحاد الدولي (مؤرشف)  (الإنجليزية)
- مارفين ماتيب على موقع قاعدة بيانات كرة القدم.إي يو (الإنجليزية)
- مارفين ماتيب على موقع بيانات كرة القدم. دي إي (الألمانية)
- مارفين ماتيب على موقع ناشيونال فوتبول تيمز (الإنجليزية)
- مارفين ماتيب على موقع Soccerway.com (الإنجليزية)
- مارفين ماتيب على موقع عالم كرة القدم.نت (الإنجليزية)
- مارفين ماتيب على موقع AS.com (الإسبانية)